# Be Lucky
«Be Lucky» es una canción del grupo británico The Who, publicada en el álbum recopilatorio The Who Hits 50! en 2014. La canción, compuesta por el guitarrista Pete Townshend, fue el primer material nuevo publicado por el grupo en ocho años, desde el lanzamiento del álbum de estudio Endless Wire en 2006. Los derechos de autor de «Be Lucky» serán destinados a Teen Cancer America, una organización benéfica estadounidense derivada de Tennage Cancer Trust.

## Personal
- Roger Daltrey: voz y coros
- Pete Townshend: guitarra y coros
- Zak Starkey: batería
- Pino Palladino: bajo
- Mick Talbot: teclados
- Simon Townshend: coros
- Billy Nicholls: coros